# Công viên Spa ở Cieplice Śląskie-Zdrój

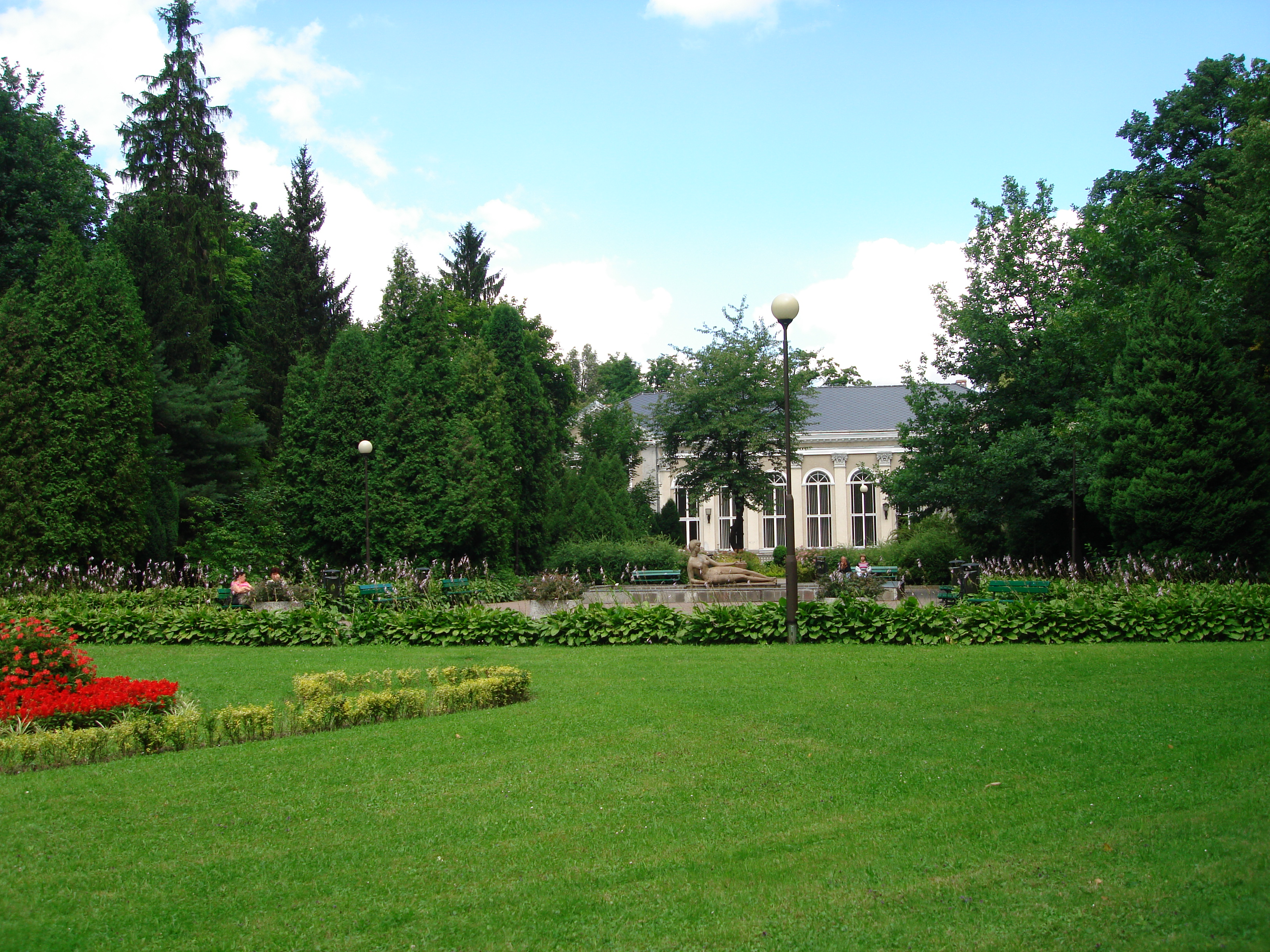
Công viên Spa ở Cieplice Śląskie-Zdrój, thị trấn Jelenia Góra.

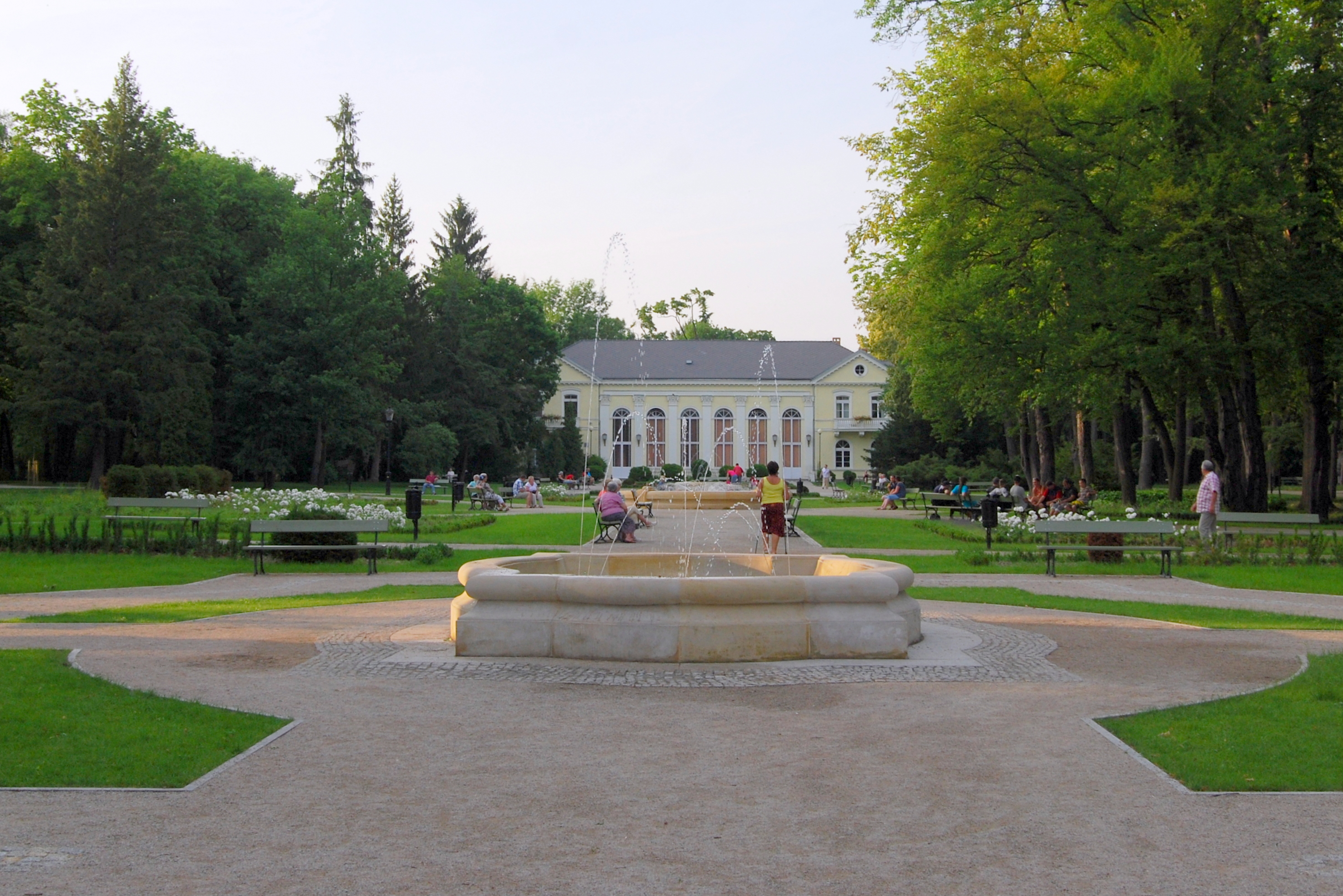
Đài phun nước.

Công viên Spa ở Cieplice Śląskie-Zdrój (tiếng Ba Lan: Park Zdrojowy w Cieplicach Śląskich-Zdroju) là một trong những công viên đẹp như tranh vẽ và nổi tiếng ở Ba Lan, tọa lạc ở khu Cieplice Śląskie-Zdrój, thị trấn Jelenia Góra. Tổng diện tích là 16,4 ha. Đây là một trong những địa danh công cộng dành cho việc đi bộ và thư giãn.

## Lịch sử
Công viên Spa ở Cieplice Śląskie-Zdrój được thành lập vào năm 1713. Năm 1838, công viên được xây dựng lại theo phong cách Anh.

## Khám phá
Các địa điểm nổi tiếng trong công viên gồm:
- Đài phun nước
- Cung điện Schaffsgotch (hiện nay là chi nhánh của Đại học Bách khoa Wrocław)
- Phòng trưng bày do Carl Gottfried Geissler thiết kế
- Sân khấu hòa nhạc
- Đài tưởng niệm Nữ hoàng Ba Lan Maria Kazimiera d’Arquien (Vợ của Vua Jan III Sobieski)
- Hai thanh kiếm cách điệu

Ngoài ra, công viên Spa ở Cieplice Śląskie-Zdrój còn sở hữu hơn 78 loài cây lâu năm và cây xanh, chẳng hạn như phong Na Uy, sồi Anh và vân sam Na Uy, mộc lan hay bạch quả. Đây cũng là ngôi nhà cho các loài chim và động vật nhỏ dễ thương như: chim sẻ, bồ câu, hay sóc.

## Hình ảnh

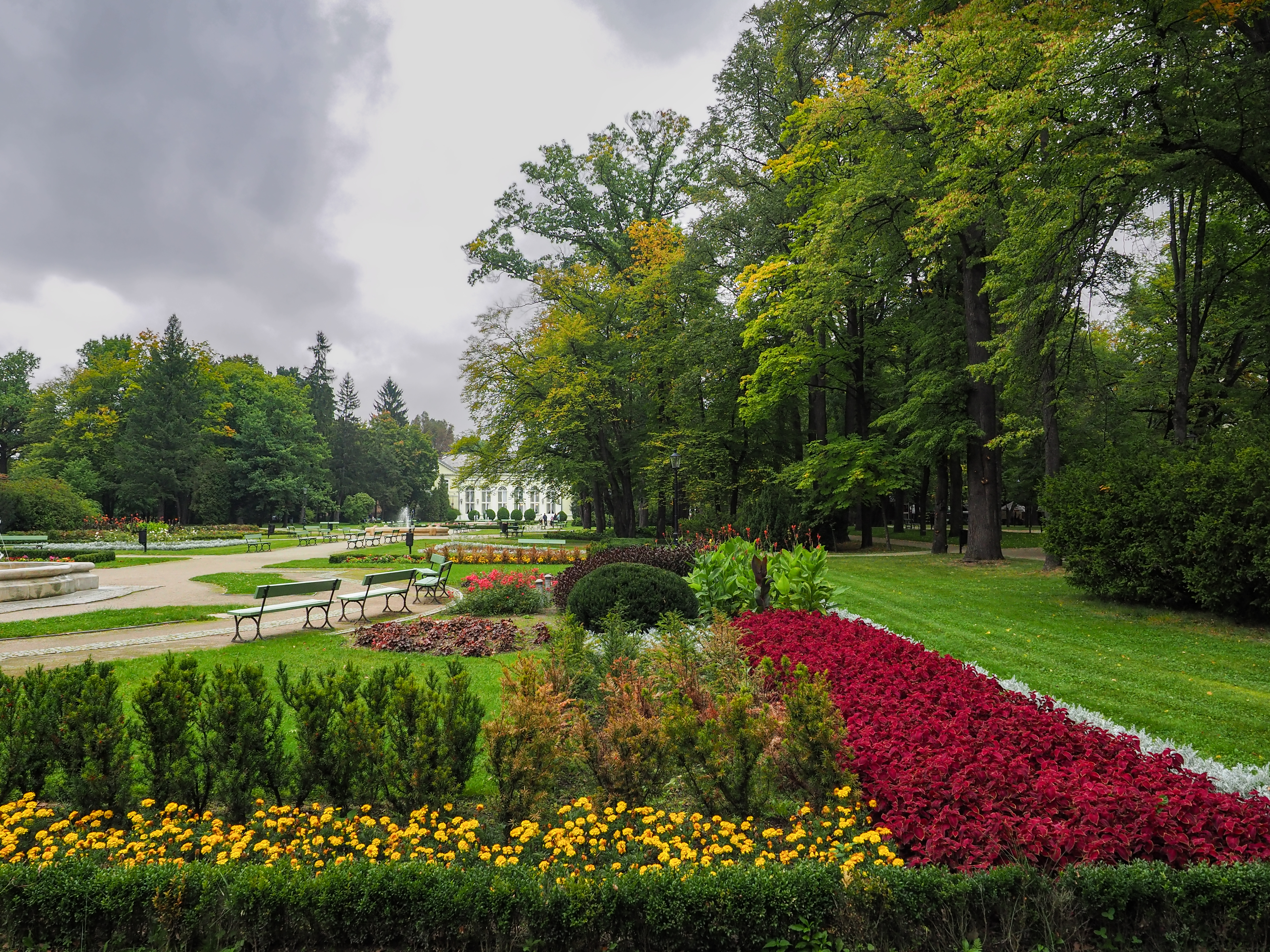
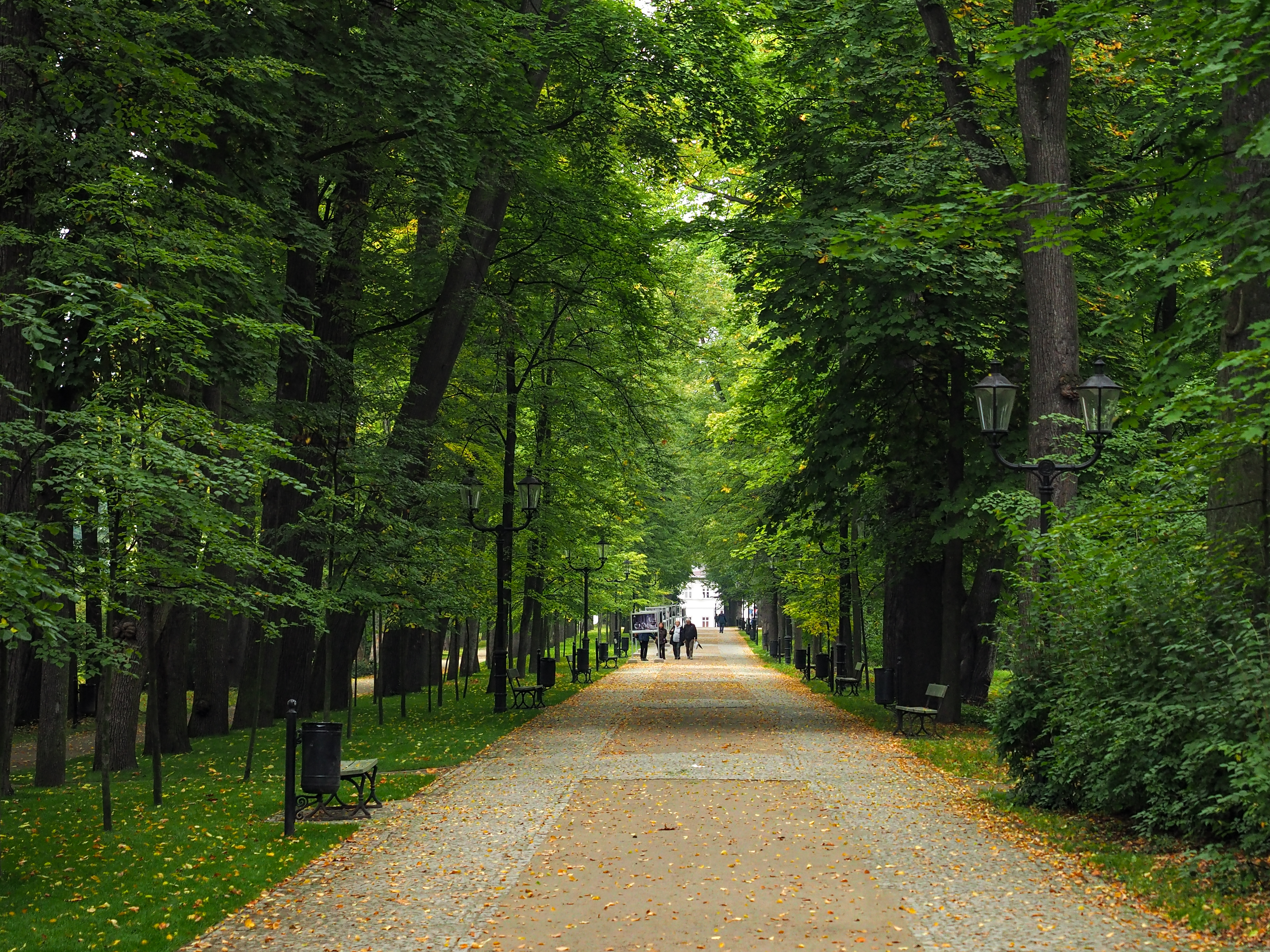
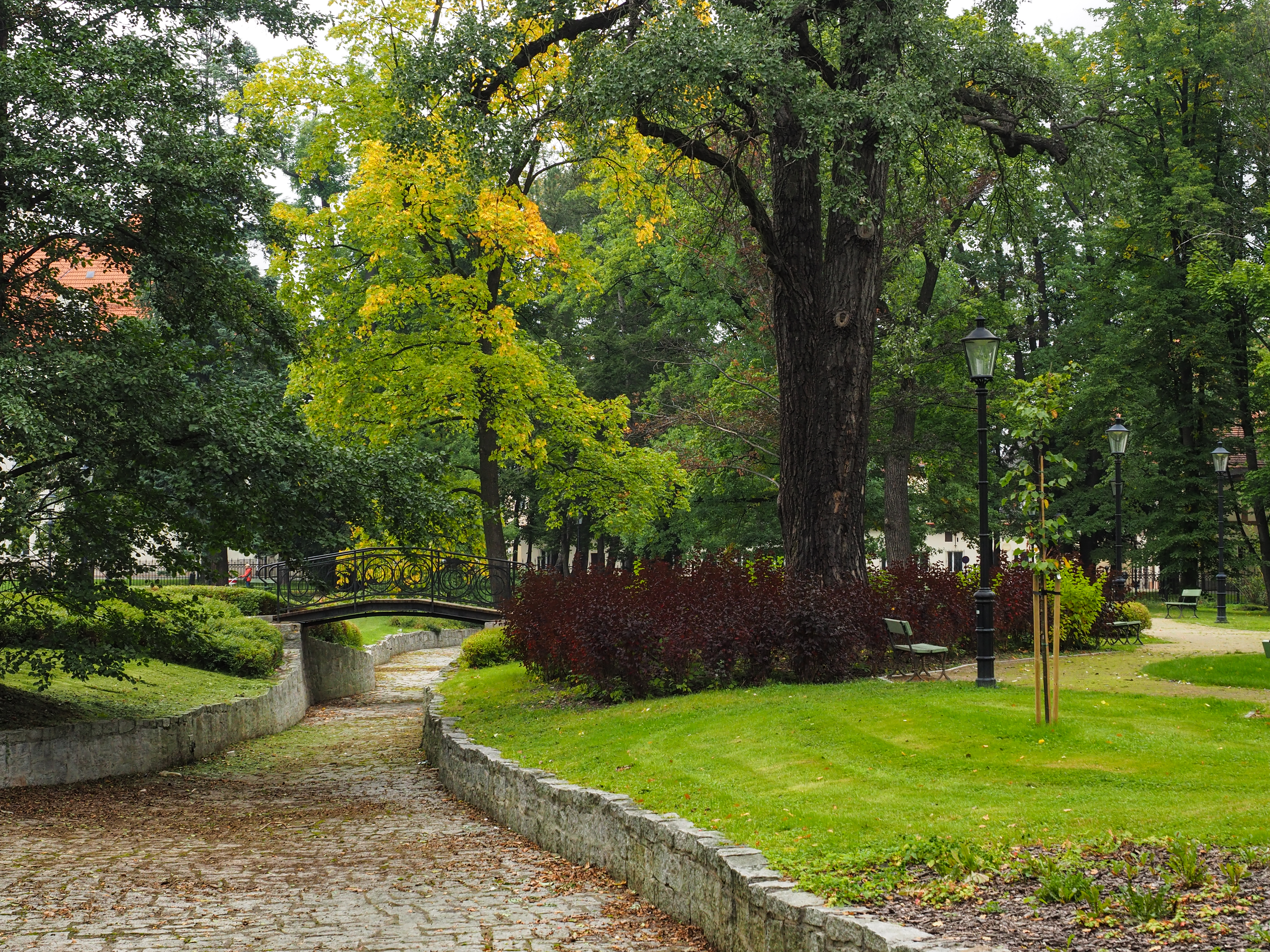
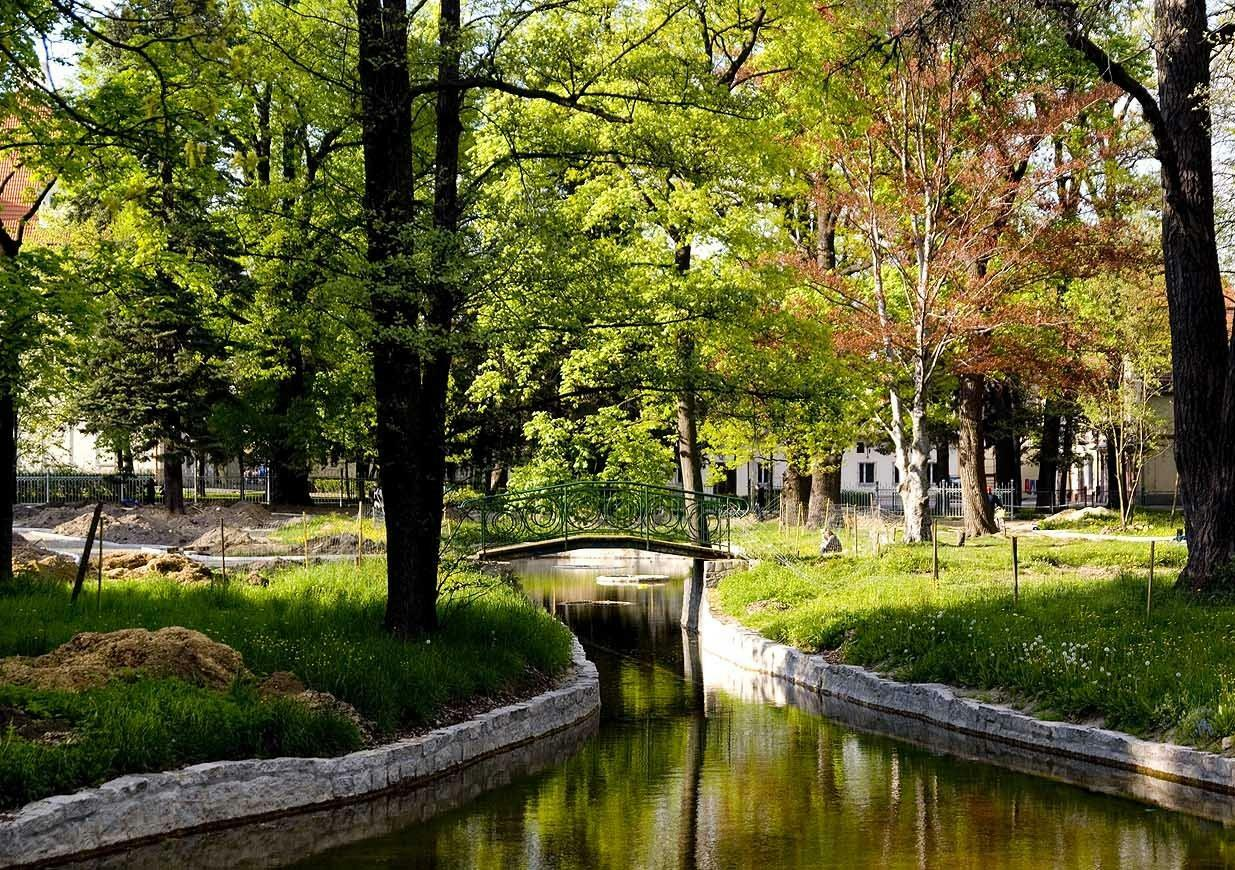
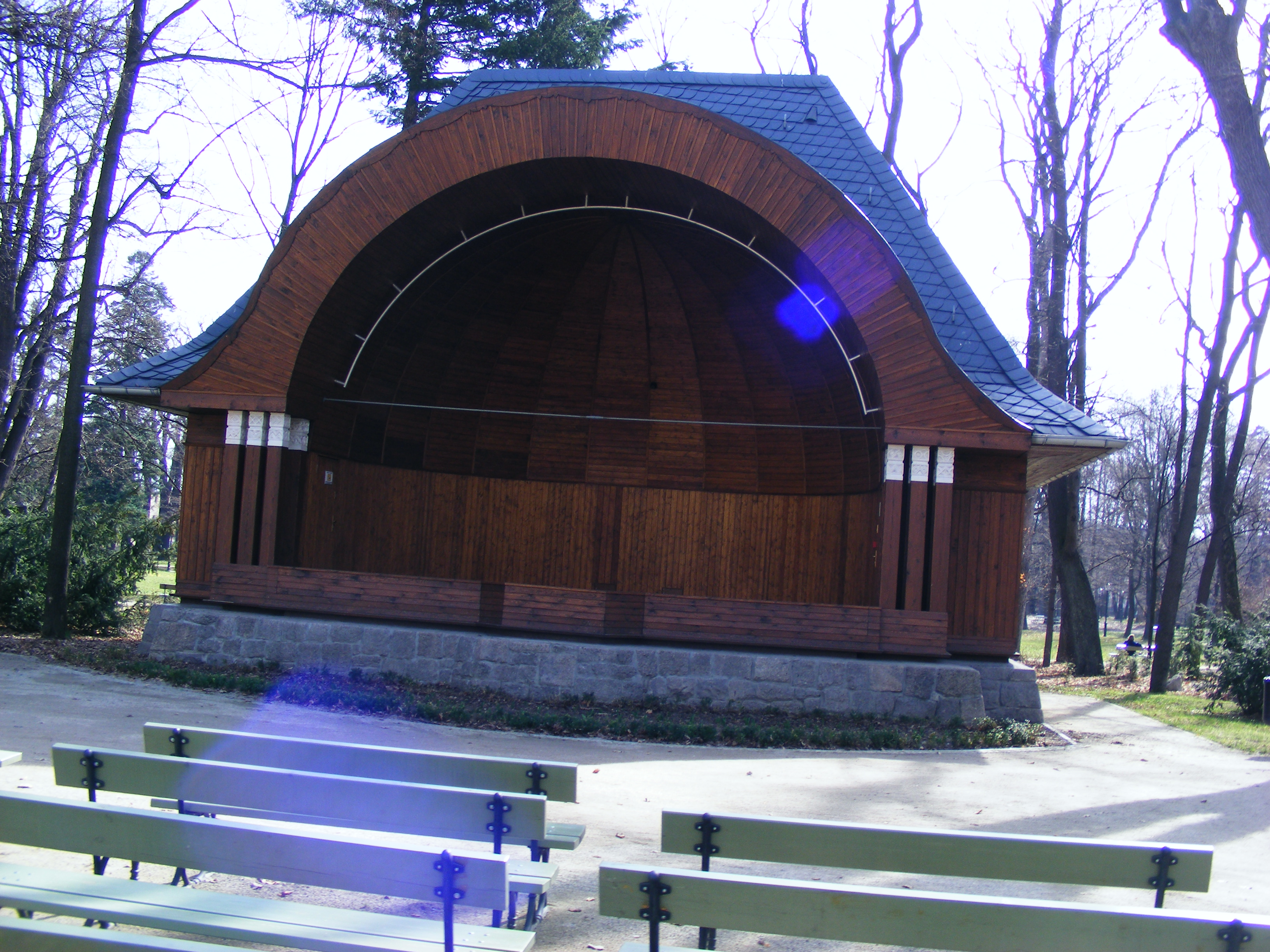
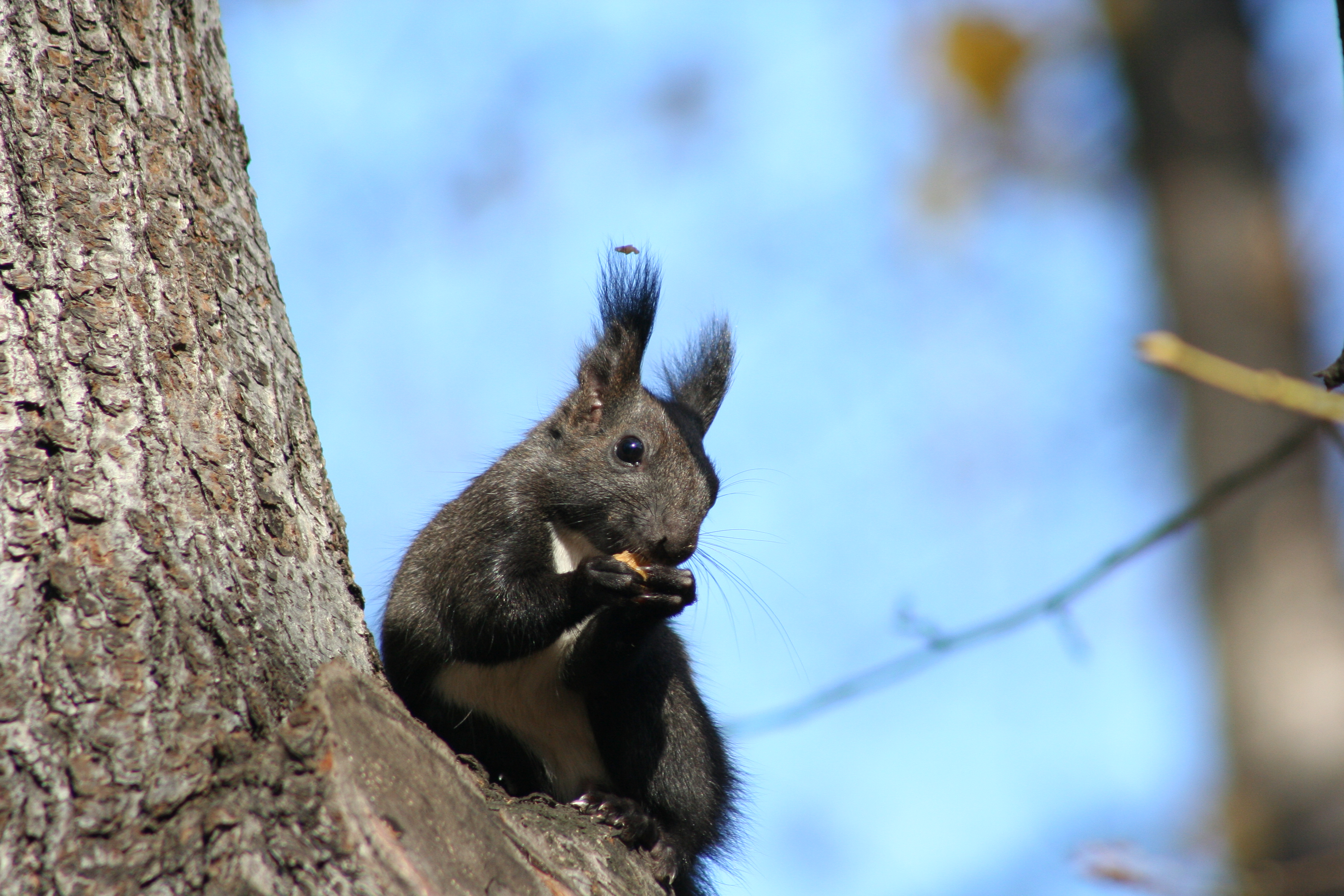
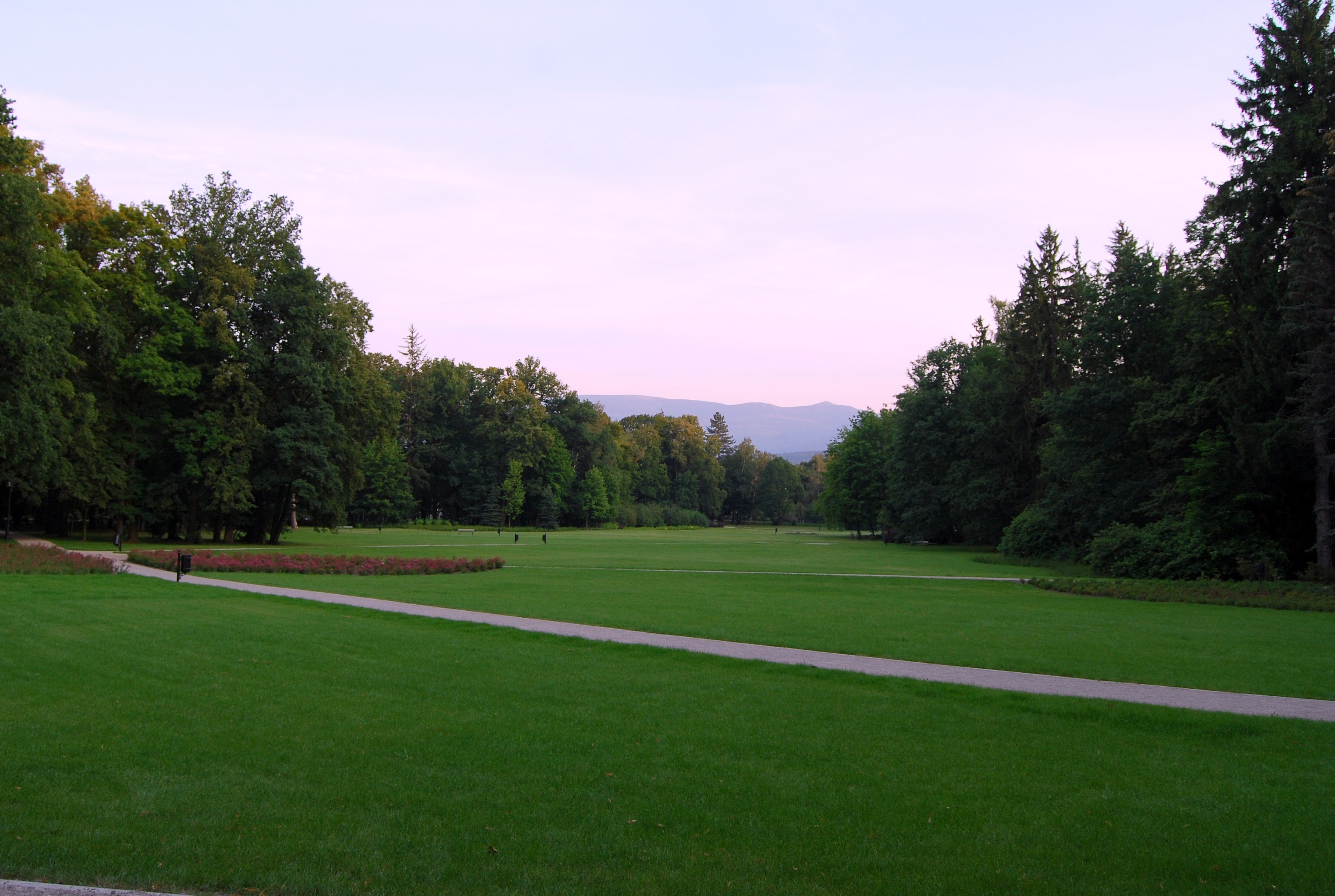
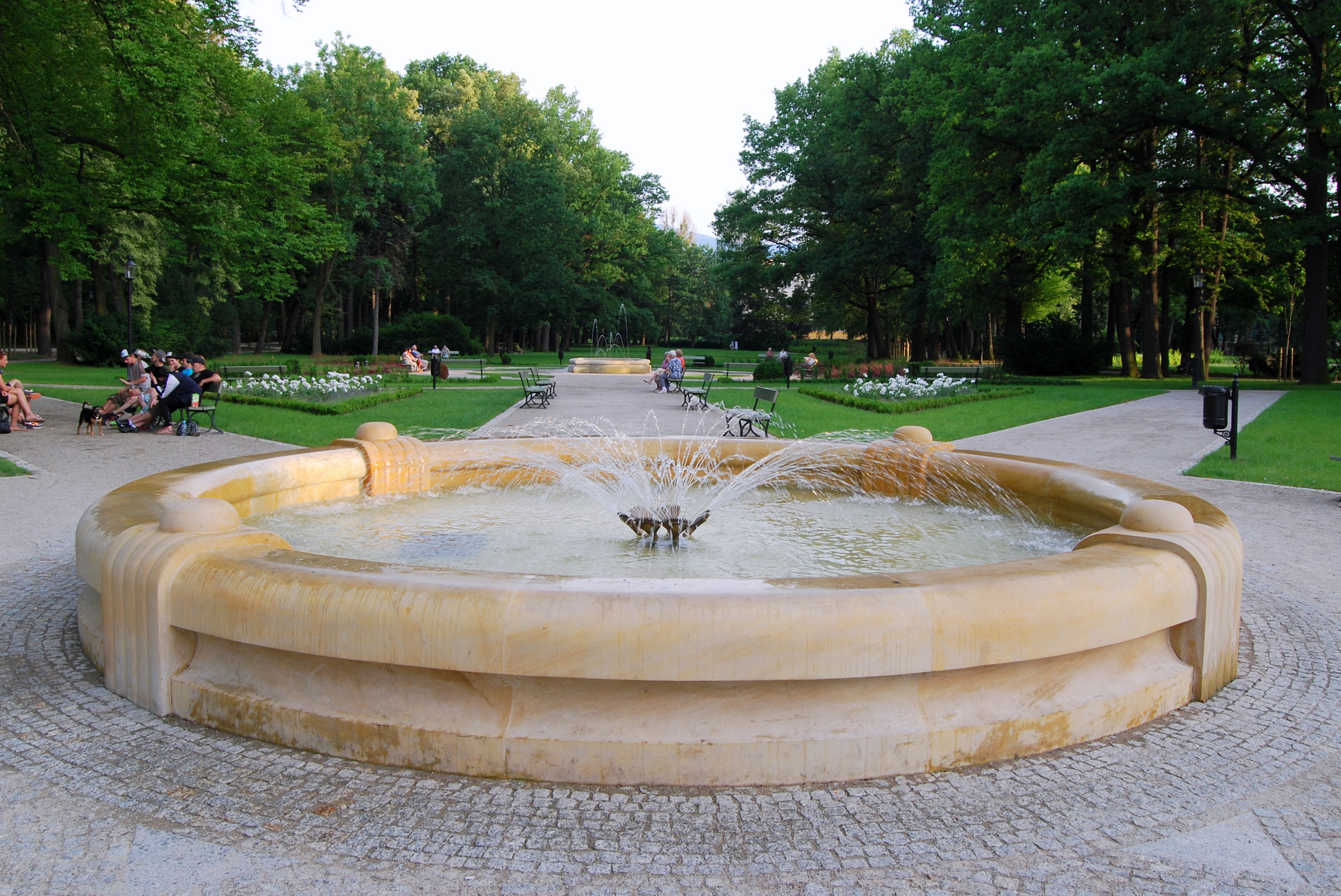